# Katie Leung
Katie Leung (Giản thể: 梁佩诗, Phồn thể: 梁佩詩, Hán Việt: Lương Bội Thi; sinh ngày 8 tháng 8 năm 1987; /lœ:ŋ/) là một nữ diễn viên người Scotland. Cô đóng vai Cho Chang, mối tình đầu của nhân vật chính Harry Potter trong loạt phim Harry Potter. Năm 2012, Leung xuất hiện trên sân khấu trong vở kịch Wild Swans, và kể từ đó cô đã xuất hiện trong nhiều vở kịch sân khấu khác. Cô cũng được biết đến với vai trò lồng tiếng cho Caitlyn trong loạt phim hoạt hình Arcane.
Leung có niềm yêu thích với nghệ thuật, từng theo học hội họa và thiết kế tại Đại học Mỹ thuật London, đồng thời có bằng nhiếp ảnh tại Đại học Nghệ thuật Edinburgh và sân khấu của Nhạc viện Hoàng gia Scotland.

## Đầu đời
Leung sinh ra ở Dundee, Scotland, có cha Peter Leung, một doanh nhân và chủ nhà hàng người Hong Kong, người đã mở một công ty ở Glasgow, và mẹ Kar Wai Li, một chủ ngân hàng. Cha mẹ cô ly hôn khi cô ba tuổi, và cô tiếp tục sống ở Scotland với cha, mẹ kế và các anh chị em sau khi mẹ cô chuyển về Hồng Kông. Công việc của cha Leung đã giúp cô lớn lên ở nhiều thành phố khác nhau của Scotland, bao gồm Ayr, Hamilton và Motherwell. Cô học trung học tại Hamilton College.

## Sự nghiệp

### 2005–2011:Harry Pottervà những vai diễn đầu tiên

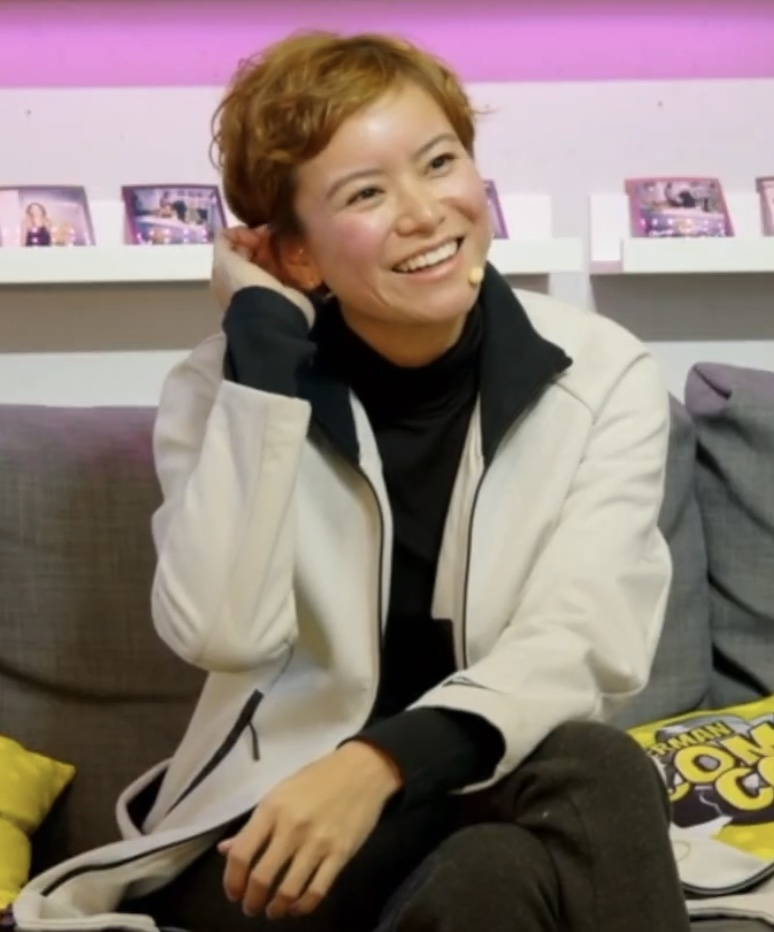
Leung tại German Comic Con Home Edition năm 2020

Cha của Leung đã nhìn thấy một quảng cáo về cuộc gọi tuyển diễn viên cho Harry Potter và Chiếc cốc lửa, và đề nghị cô nên thử. Cô đã xếp hàng đợi bốn tiếng đồng hồ cho một buổi thử vai kéo dài năm phút, mặc dù cảm thấy rằng cô ấy có rất ít khả năng nhận được vai diễn này. Hai tuần sau, cô được gọi trở lại hội thảo và được chọn vào vai Cho Chang, đánh bại hơn 3.000 cô gái khác cho vai diễn này. Khi hồi tưởng lại, cô nói trong một cuộc phỏng vấn với Daily Record rằng giọng Scotland của cô ấy có lẽ đã mang lại lợi thế cho cô ấy trong buổi tuyển chọn, khi giám đốc tuyển chọn hỏi các cô gái tham dự buổi thử giọng, "Có ai ở đây từ Scotland không?”, chỉ có Leung giơ tay.
Trong một cuộc phỏng vấn năm 2011, Leung cho biết kỷ niệm đáng nhớ nhất của cô về trải nghiệm Harry Potter là buổi thử vai đầu tiên, vì cả cha mẹ cô, những người đã ly thân vào thời điểm đó, đều đi cùng cô. "Đó là một khoảnh khắc thực sự tốt đẹp vì bố mẹ tôi đã không gặp nhau trong một thời gian dài", Leung nhớ lại. Trong nỗ lực quảng bá mạnh mẽ Harry Potter và Chiếc cốc lửa, Warner Bros. đã gửi Leung đến Trung Quốc vào tuần thứ hai của bộ phim phát hành, trong một động thái không điển hình hướng tới một thị trường không quen thuộc với những người nổi tiếng thường xuyên lui tới.
Cô đã thể hiện lại vai diễn của mình trong các bộ phim tiếp theo trong loạt phim, đáng chú ý nhất là Harry Potter và Hội Phượng hoàng, trong đó nhân vật của cô có điểm khác biệt là mối tình đầu của Harry Potter. Kết quả là, Leung và Daniel Radcliffe (Harry) đã chia sẻ một nụ hôn trên màn ảnh nhận được nhiều sự quan tâm của giới truyền thông. Trong khi Leung được hầu hết người hâm mộ của bộ phim chào đón nồng nhiệt, một số người hâm mộ, ghen tị với mối quan hệ của Cho và Harry trong phim, đã tạo ra một trang web "I Hate Katie" để đáp lại. Ngoài ra, nhiều thông điệp phân biệt chủng tộc được đăng trên các trang web của người hâm mộ đã khiến Leung khó chịu vào thời điểm đó. Vào tháng 3 năm 2021, Leung đã tiết lộ về sự lạm dụng phân biệt chủng tộc mà cô đã nhận được từ người hâm mộ khi quay phim Harry Potter. Xuất hiện trong một tập của podcast Chinese Chippy Girl của Trung Quốc, cô tiết lộ rằng cô đã được những người công khai của mình yêu cầu từ chối những gì đang xảy ra nếu có ai đó hỏi.
Leung được mệnh danh là người phụ nữ sành điệu nhất Scotland và là phụ nữ Scotland nóng bỏng nhất năm 2007 bởi The Scotsman. Cô cũng đã được giới thiệu trên tạp chí Teen Vogue và Evening Standard. Vào tháng 7 năm 2007, cô được Gold Label Records, một công ty con của EMI tại Hồng Kông, mời vào vai nữ chính trong video âm nhạc Love Coming Home (愛 回家) của Leo Ku. Leung đã quay video ở London trong khi quảng cáo cho bộ phim Harry Potter mới. Ku miêu tả diễn xuất của Leung là "chuyên nghiệp" và "trưởng thành".
Trong vai diễn đầu tiên của cô ấy ngoài Harry Potter, Leung đã đóng vai Hsui Tai trong tập "Cat Among the Pigeons" của bộ phim Agatha Christie's Poirot trên ITV1, được công chiếu vào ngày 21 tháng 9 năm 2008.

### 2011–nay: Tiếp tục các vai diễn trên sân khấu và màn ảnh
Sau khi loạt phim Harry Potter kết thúc, Leung cho biết cô không chắc liệu mình có muốn theo đuổi sự nghiệp diễn xuất xa hơn hay không, nhưng đã được truyền cảm hứng để tiếp tục sau khi tham gia một khóa học kịch nghệ tại Nhạc viện Hoàng gia Scotland. Vào tháng 12 năm 2011, cô được trao vai Jung Chang là vai diễn sân khấu đầu tay của cô trong vở kịch tự truyện Wild Swans của Chang. Khi so sánh phim với các buổi biểu diễn trực tiếp, Leung nói, "Thử thách rõ ràng tất nhiên là phải làm đúng ngay từ lần đầu tiên, điều này đối với tôi rất thú vị." Vở kịch đã ra mắt thế giới tại Cambridge, Massachusetts vào tháng 2 năm 2012, trước khi quay trở lại Motherwell.
Vào tháng 6 năm 2012, có thông tin xác nhận rằng Leung sẽ đóng vai chính trong bộ phim truyền hình dài tập bốn phần Run của Channel 4 với vai chính Ying, một người Trung Quốc nhập cư không có giấy tờ tùy thân sống ở Brixton. Năm 2013, Leung đóng vai chính cùng với Vera Chok trong The World of Extreme Happiness, một vở kịch về thế giới của những người lao động nhập cư trong thời kỳ hiện đại đang nổi lên nhanh chóng của Trung Quốc. Trong vở kịch được dàn dựng tại The Shed at the National Theater, cô đóng vai Sunny, một nữ công nhân nhập cư.
Vào tháng 4 năm 2014, có thông báo rằng Leung sẽ đóng vai chính Mei, một bé gái Trung Quốc mới sinh được một người mẹ người Mỹ và cha người Anh nhận nuôi, trong miniseries truyền hình One Child . Trong câu chuyện, nhân vật của cô được yêu cầu trở về nơi sinh của mình, Quảng Châu , khi mẹ ruột của cô tuyệt vọng tìm kiếm sự giúp đỡ của cô để cứu con trai mình. Bộ phim do BBC Drama và Sundance TV đồng sản xuất , được quay vào tháng 5 năm 2014 tại London và Hồng Kông, được phát sóng trên Sundance TV vào tháng 12 năm 2014 và được phát sóng trên BBC Two vào tháng 2 năm 2016. Leung đã nhận được lời khen ngợi từ Catherine Gee của The Daily Telegraph, người đã gọi màn trình diễn của cô ấy là "đẹp mắt".
Vào cuối năm 2016, Leung xuất hiện trong vở kịch Tony Kushner The Intelligent Homosexual's Guide to Capitalism and Socialism with a Key to the Scriptures (iHo) tại Nhà hát Hampstead ở London. Năm 2017, cô đóng chung với Thành Long và Pierce Brosnan trong Người nước ngoài , đóng vai Fan, con gái của nhân vật Thành Long. Tiếp theo là vai phụ Lau Chen trong bộ phim truyền hình ITV Strangers, còn được biết đến với tựa đề White Dragon.
Leung sau đó đã xuất hiện với các vai diễn định kỳ là DC Blair Ferguson trong series của Alibi Annika, giọng nói của Caitlyn trong series Arcane của Netflix và Ash trong series VAmazon Prime Video The Peripheral.
Cô ấy cũng tham gia vào một bộ phim sắp tới của Paramount+ chuyển thể từ tiểu thuyết The Chemistry of Death của Simon Beckett, với vai trò của cô hiện chưa được xác định.

## Đời tư
Leung đã trì hoãn kế hoạch đi học đại học và cao đẳng nghệ thuật để quay Harry Potter và Hội Phượng hoàng. Trong thời gian này, Leung cho biết cô vẫn chưa quyết định về việc theo đuổi sự nghiệp diễn xuất sau Harry Potter và mong muốn được vào đại học để nghiên cứu nghệ thuật và thiết kế. Năm 2007, cô đã giúp tổ chức từ thiện The Prince's Trust quyên góp được 100.000 bảng Anh bằng cách phát động một cuộc thi nghệ thuật dành cho trẻ em và cũng tặng một trong những bức tranh của chính cô đã được bán đấu giá với giá 960 bảng Anh.
Leung cũng bày tỏ niềm đam mê với nhiếp ảnh. Năm 2009, cô đã tặng một bức ảnh cho cuộc thi I: Click 2009 của Sightsavers International, với lợi ích là điều trị và ngăn ngừa mù lòa cho người dân các nước nghèo. Trong khi xuất hiện trong Wild Swans , Leung đã làm việc để hoàn thành bằng nhiếp ảnh của mình tại Đại học Nghệ thuật Edinburgh.
Sau đó, cô theo học tại Nhạc viện Hoàng gia Scotland ở Glasgow, nơi cô hoàn thành khóa học Cử nhân Diễn xuất. Đối với buổi biểu diễn năm cuối của cô ấy tại Conservatoire vào năm 2014, Leung xuất hiện với vai Béline trong vở kịch The Hypochondriac của Molière.
Vào ngày 19 tháng 8 năm 2018, Leung đã tham gia vào đám cưới của một cựu diễn viên Harry Potter khác, Afshan Azad.
Vào tháng 1 năm 2022, bài luận "Đi vào tính cách" của Leung được xuất bản trong cuốn sách East Side Voices: Essays Celebrating East & Southeast Asian Identity in Britain. Trong bài luận của mình, Leung đã viết về việc sắc tộc của cô ấy ảnh hưởng như thế nào đến trải nghiệm khi lớn lên và sự nghiệp diễn xuất của cô ấy.
Cô nói thông thạo tiếng Quảng Đông.

## Danh sách phim

### Điện ảnh
| Năm  | Tiêu đề                                       | Vai diễn  | Ghi chú    |
| ---- | --------------------------------------------- | --------- | ---------- |
| 2005 | Harry Potter and the Goblet of Fire           | Cho Chang |            |
| 2007 | Harry Potter and the Order of the Phoenix     | Cho Chang |            |
| 2009 | Harry Potter and the Half-Blood Prince        | Cho Chang |            |
| 2011 | Harry Potter and the Deathly Hallows – Part 2 | Cho Chang |            |
| 2017 | T2 Trainspotting                              | Nurse     |            |
| 2017 | The Foreigner                                 | Fan Quan  |            |
| 2018 | Leading Lady Parts                            | Assistant | Short film |
| 2021 | Locked Down                                   | Natasha   |            |

### Truyền hình
| Năm       | Tiêu đề                  | Vai diễn                 | Ghi chú                                |
| --------- | ------------------------ | ------------------------ | -------------------------------------- |
| 2008      | Agatha Christie's Poirot | Hsui Tai                 | Episode: "Cat Among the Pigeons"       |
| 2013      | Run                      | Ying                     | Miniseries (4 episodes)                |
| 2014      | Father Brown             | Jia-Li Gerard            | Episode: "The Prize of Colonel Gerard" |
| 2014      | One Child                | Mei Ashley               | Miniseries (3 episodes)                |
| 2018      | Strangers                | Lau Chen                 | Miniseries (8 episodes)                |
| 2019      | Chimerica                | Liuli                    | Miniseries (4 episodes)                |
| 2019–2020 | Moominvalley             | Too-Ticky (voice)        | Seasons 1–2                            |
| 2020      | The Nest                 | Eleanor                  | Miniseries (5 episodes)                |
| 2020      | Roadkill                 | Margaret Moore           | Miniseries (3 episodes)                |
| 2021–nay  | Annika                   | Blair Ferguson           |                                        |
| 2021–nay  | Arcane                   | Caitlyn Kiramman (voice) |                                        |
| 2022      | The Peripheral           | Ash                      | Post-production                        |

## Sân khấu
| Năm  | Tiêu đề                                                                                           | Vai diễn   | Địa điểm                                                |
| ---- | ------------------------------------------------------------------------------------------------- | ---------- | ------------------------------------------------------- |
| 2012 | Wild Swans                                                                                        | Jung Chang | The Young Vic Theatre, London                           |
| 2013 | The World of Extreme Happiness                                                                    | Sunny      | National Theatre, London                                |
| 2014 | The Hypochondriac                                                                                 | Béline     | Royal Conservatoire of Scotland, Glasgow                |
| 2015 | You For Me For You                                                                                | Junhee     | Royal Court Theatre, London: Jerwood Theatre Upstairs   |
| 2016 | The Intelligent Homosexual's Guide to Capitalism and Socialism with a Key to the Scriptures (iHo) | Sooze      | Hampstead Theatre, London                               |
| 2017 | Snow in Midsummer                                                                                 | Dou Yi     | Swan Theatre, Stratford-upon-Avon                       |
| 2019 | White Pearl                                                                                       | Sunny      | Royal Court Theatre, London: Jerwood Theatre Downstairs |

## Giải thưởng
| Năm  | Giải thưởng             | Hạng mục                          | Kết quả   | Nguồn  |
| ---- | ----------------------- | --------------------------------- | --------- | ------ |
| 2006 | Asian Excellence Awards | Outstanding Newcomer              | Đề cử     | [ 45 ] |
| 2006 | Young Scot Award        | Achievement in Entertainment      | Đề cử     | [ 46 ] |
| 2007 | Scottish Style Awards   | Most Stylish Female               | Đoạt giải | [ 47 ] |
| 2007 | CosmoGirl               | Hot 100 List                      | Đoạt giải | [ 48 ] |
| 2008 | MTV Movie Awards        | Best Kiss (with Daniel Radcliffe) | Đề cử     | [ 49 ] |
| 2014 | BAFTA                   | Breakthrough Brit                 | Đoạt giải | [ 50 ] |